# Synthèse LA
La Synthèse LA (synthèse linear arithmetic) est un type de synthèse sonore introduite par Roland Corporation sur son synthétiseur D-50 en 1987. 
Cette synthèse combine des échantillons PCM et des formes d'ondes classiques de type analogique.
Il s'agit d'une synthèse soustractive.

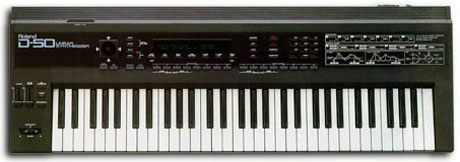
Le Roland D-50 utilisant la synthèse LA